# Szlachta (Pommeren)
Szlachta is een plaats in het Poolse district  Starogardzki, woiwodschap Pommeren. De plaats maakt deel uit van de gemeente Osieczna en telt 830 inwoners.

## Verkeer en vervoer
- Station Szlachta